# Петренко Олександр Євграфович
Олекса́ндр Євгра́фович Петре́нко (нар. 5 серпня 1957, м. Мелітополь, Запорізька область) — український краєзнавець, письменник, громадський діяч, засновник документального генеалогічно-літературного дослідницького проекту «Ідентифікація Петренків». Кандидат хімічних наук.

## Життєпис
Народився 5 серпня 1957 в сім'ї службовців. 1974 року закінчив мелітопольську ЗОШ № 24, того ж року вступив до Дніпропетровського хіміко-технологічного інституту на факультет Технології органічних речовин (1974—1979).
Після закінчення інституту протягом двох років працював викладачем органічної хімії Дніпропетровського інженерно-будівельного інституту, де також проводив дослідження як аспірант в галузі хімії гетероциклічних сполук під керівництвом проф. А. К. Шейнкмана.
Майже два роки працював інженером при Київському управлінні «Оргміндобрива» в групі, яка займалася пусконалагоджувальними роботами в м. Фергана (Узбекистан) та в інших містах.
З 1983 працював в Інституті біоорганічної хімії та нафтохімії НАН України, де під керівництвом д. х. н., академіка НАН України В. П. Кухаря в 1993 захистив кандидатську дисертацію «Синтез і перетворення галогензаміщених пентациклоундеканів».
З 2003 до пенсії працював в приватній хімічній компанії науковим консультантом.

## Творчість
Як вчений-хімік є співавтором п'яти винаходів, захищених авторськими свідоцтвами й патентами. Співавтор понад 20 наукових статей, надрукованих у вітчизняних та закордонних наукових журналах.
Вірші почав писати ще в студентські роки. Деякі з них, що збереглися до 2011-го, було включено в невеличку збірку «Стихотворения (уцелевшее и сохранившееся)». В 2014 вийшла наступна поетична книжка «Стихотворения (поэтические опыты или возвращение в поэзию)», до якої увійшли вибрані вірші з попередньої (2011), та нові, написані протягом наступних кількох років.
2012 року започаткував документальний генеалогічно-літературний Проект «Ідентифікація Петренків», в рамках якого досліджує не тільки свій родовід Петренків, до якого належить і поет-романтик першої половини ХІХ століття Михайло Петренко, але й вивчає архівні документи однофамільців з прізвищем Петренко, які зустрічаються в процесі цільового пошуку. Матеріали досліджень розміщуються на документальних сайтах http://www.дивлюсьянанебо.com та http://identificationofpetrenko.com.ua, публікуються в книгах, газетах та наукових журналах.

### Книги
- Петренко А. Е. Стихотворения (Уцелевшее и сохранившееся). «Профи». — К., 2011, 69 с.
- Петренко А. Е. Стихотворения (Поэтические опыты или возвращение в поэзию). «Профи». — К., 2014, 81 с.
- Петренко А. Е. Идентификация Петренко (генеалого-биографическое исследование). «Профі». — К., 2012, 192 с.
- Михайло Петренко: Життя і творчість (художні тексти, дослідження, документи). // Упорядники О. Є. Петренко, О. О. Редчук. Оформлення Д. О. Редчук. «Фенікс». — К., 2013, 218 с.
- Поет-романтик Михайло Миколайович Петренко (1817—1862): Твори. Критичні та історико-літературні матеріали. // Упорядник О. Є. Петренко. "ПП "НВЦ «ПРОФІ». — К., 2015, 586 с.
- Михайло Петренко. Твори / Упорядник О. Є. Петренко. — К.: «Кий», 2017. — 104 с.
- Михайло Миколайович Петренко. 200 років безсмертя / Петренко О. Є., Шабанова В. М. — К.: «Кий», 2017. — 238 с.
- «Дивлюся на небо та й думку гадаю» в перекладах мовами світу / Упорядники Є. В. Букет, О. Є. Петренко. — Житомир: ФОП Євенок О. О., 2017. — 112 с. — (Бібліотека газети «Культура і життя»).
- Альманах «Слобожанщина. Погляд у минуле» (збірник науково-документальних праць) / Упорядник О. Є. Петренко. — Житомир: ФОП Євенок О. О., 2018. — 287 с.
- Альманах «Слобожанщина. Погляд у минуле» (збірник науково-документальних праць) / Упорядник О. Є. Петренко. — Житомир: ФОП Євенок О. О., 2019. — 376 с.
- Альманах «Слобожанщина. Погляд у минуле» (збірник науково-документальних праць) / Упорядник О. Є. Петренко. — Житомир: ФОП Євенок О. О., 2020. — 420 с.
- Альманах «Слобожанщина. Погляд у минуле» (збірник науково-документальних праць) / Упорядник О. Є. Петренко. — Житомир: ФОП Євенок О. О., 2021. — 460 с.
- Альманах «Слобожанщина. Погляд у минуле» (збірник науково-документальних праць) / Упорядник О. Є. Петренко. — Житомир: «Бук-Друк», 2023. — 328 с.
- Альманах «Слобожанщина. Погляд у минуле» (збірник науково-документальних праць) / Упорядник О. Є. Петренко. — Житомир: «Бук-Друк», 2024. — 287 с.
- Поет-романтик Михайло Петренко (1817—1862). Статті у виданнях проєкту «Ідентифікація Петренків». — Житомир: «Видавничий Дім „БУК-ДРУК“», 2025, 240 с.

### Статті
- У пошуках істини. Газета «День», № 115-116, п'ятниця, 6 липня 2012.
- Петренко — праправнук Петренка. Лебединска газета «Будьмо разом» (15 серпня 2012).
- Петренко Олександр. Михайло Миколайович Петренко. У пошуках біографічної істини. / Донецький вісник Наукового товариства ім. Шевченка. Т. 34. «Східний видавничий дім». — Донецьк, 2012, с. 162—176.
- Петренко Олександр. «Місце, яке дуже схоже на рай». Газета «Будьмо разом» (23 травня 2013).
- Петренко Олександр. Слов'янці про слов'янський період життя Михайла Миколайовича Петренка або історія банальної помилки // «Краєзнавство: науковий журнал». — 2013. — Ч. 2 (83). — с. 232—245.
- Петренко Олександр. «Нове зі спадщини Михайла Петренка» в рубриці «З архівних джерел». «Літературна Україна», 15 серпня 2013, № 31 (5510), с. 4.
- Петренко Олександр. «Дивлюсь я на небо та й думку гадаю…», газета «День», 13-14.09.2013, № 164—165 (4047-4048), с. 8.
- Кадомская Елена. «Известную „народную“ песню написал харьковский поэт». Газета «Вечерний Харьков», 7 октября 2013, № 110 (10081), с. 20.
- Петренко Олександр. Дві історії однієї пісні. Газета «Будьмо разом», 19 вересня 2013 та 26 вересня 2013 (продовження), № 38 (20 вересня). — Лебедин, 2013.
- Перший канал «Українського радіо». «Скарби літературних архивів». 13 та 20 січня 2014: передачі, присвячені життю й творчості Михайла Петренка.
- Петренко Олександр. Поет-романтик Михайло Петренко: У пошуках біографічної істини // Слово і час, № 7, Інститут літератури імені Тараса Шевченка НАН України. — Київ, 2014. — с. 104—112.
- Петренко О. «Астероїд назвали ім'ям поета Михайла Петренка». — Газета «День» (13 листопада), № 213 (4346) — Київ, 2014.
- Петренко Олександр. «Я б землю покинув і в небо злітав…». Газета «Літературна Україна». № 47 (5576), 4 грудня. — Київ, 2014.
- Петренко Олександр. «Поет-романтик Михайло Миколайович Петренко (1817—1862). Твори. Критичні та історико-літературні матеріали». «Профі». — Київ, 2015.
- Петренко Олександр. Цикл тематичних статей від Проекту «Ідентифікація Петренків» про рід, до якого належить і Михайло Петренко, про його життя й творчість. — «Деловой Славянск», 2016.
- Петренко О. Є. «Михайло Петренко. Від поета до прокурора» // Альманах «Слобожанщина. Погляд у минуле (збірник науково-документальних праць»). — Житомир: ФОП Євенок О. О., 2018. — с. 182—200.